# Paula Vesala
Paula Julia Vesala (ur. 10 grudnia 1981 w Kärsämäki) – fińska piosenkarka pop-rockowego zespołu PMMP. Vesala jest obok Miry Luoti jedną z dwóch głównych wokalistek zespołu. Jest także główną autorką tekstów do piosenek zespołu. Oprócz śpiewu w zespole, Vesala podłożyła głos pod fińskie wersje filmów takich jak Dzwoneczek, Happy Wkręt czy trzy części High School Musical. Związana była z wokalistą The Rasmus – Laurim Ylönenem, z którym ma syna Juliusa Kristiana Ylönena.

## Dyskografia
Albumy
| Tytuł                           | Dane dot. albumu                                         | Pozycja na liście |
| Tytuł                           | Dane dot. albumu                                         | FIN               |
| ------------------------------- | -------------------------------------------------------- | ----------------- |
| Kiestinki (oraz Pekka Kuusisto) | - Data: 26 kwietnia 2011 - Wydawca: KHY Suomen Musiikki  | 12                |
| Vain Elämää (EP)                | - Data: 30 stycznia 2015 - Wydawca: Warner Music Finland | 48                |

Single
| Tytuł                          | Rok  | Pozycja na liście |
| Tytuł                          | Rok  | FIN               |
| ------------------------------ | ---- | ----------------- |
| „Miten ja miksi”               | 2014 | 10                |
| „Pahempi toistaan”             | 2014 | 17                |
| „Sori”                         | 2014 | 1                 |
| „Sua vasten aina painautuisin” | 2014 | 19                |